# Palacio Montecitorio
El palacio Montecitorio es un edificio histórico de Roma situado entre la plaza del Parlamento y la plaza de Montecitorio, que alberga la sede de la Cámara de Diputados de la República Italiana.

## Historia

### Origen y época pontificia
La historia del palacio empieza en 1653, cuando Inocencio X encargó a Gian Lorenzo Bernini la construcción de una residencia para la familia Ludovisi. Se habla todavía de la modesta colina sobre la que se construyó el palacio: hay quien considera que en época romana se celebraban aquí las asambleas electorales (de donde provendría mons citatorius) y hay quien piensa que el nombre procede del hecho de que aquí se descargaban los escombros de la remodelación del vecino Campo Marzio (mons acceptorius).
Bernini, extraordinario intérprete del barroco romano, diseñó un edificio que se adapta a la estructura urbanística preexistente, tanto en la estructura como en las decoraciones. El único testimonio del proyecto de Bernini es el cuadro atribuido a Mattia de' Rossi, alumno predilecto de Bernini, conservado en la colección Doria-Pamphili de Roma. La fachada del palacio, constituida por una poligonal de cinco segmentos que sigue el recorrido curvo de la calle y elementos de piedra casi sin labrar, de los que emergen hojas y ramas rotas, que simulan un edificio construido en la roca viva.

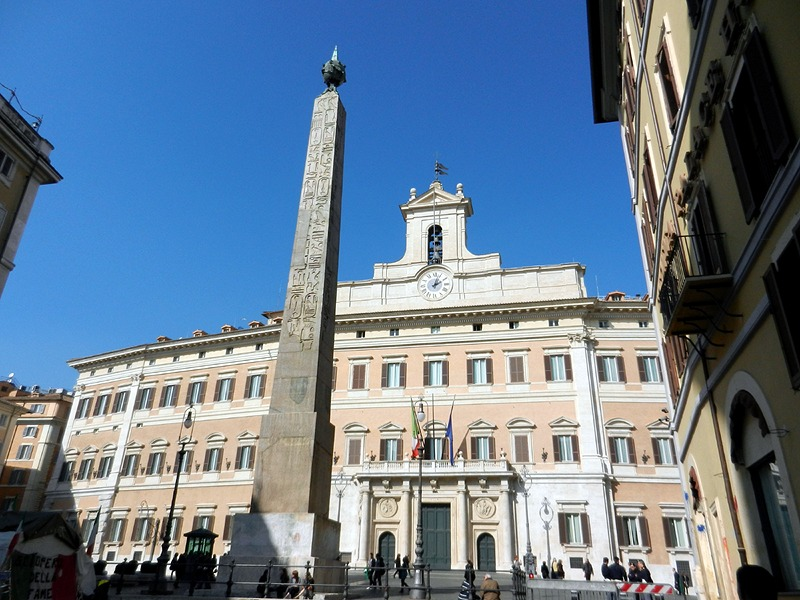
La Piazza di Monte Citorio con el obelisco.

Las obras sufrieron una brusca ralentización en 1654 a causa de una contienda por razones diplomáticas entre Inocencio X y el príncipe Niccolò Ludovisi, que se había casado con la nieta del papa, Costanza Pamphili. Tras la muerte de Ludovisi en 1664, las obras se interrumpieron definitivamente, para ser retomadas unos veinte años después por el arquitecto Carlo Fontana, que convenció a Inocencio XII (famoso por su anti-nepotismo), para que instalara allí dos actividades importantes: el máximo organismo de la administración de justicia, la Curia Pontificia (que se denominó durante mucho tiempo Curia innocenziana) y la oficina de aranceles. Los ingresos de estas actividades iban a beneficio del Hospicio Apostólico de los Pobres Inválidos San Michele. Este destino es recordado todavía en la actualidad por un bajorrelieve con la efigie del Salvador y el texto «Hospitii apostolici pauperum invalidorum», trasladados a la esquina derecha de la fachada desde el patio donde estaban colocados originalmente.
Carlo Fontana conservó la característica fachada convexa añadiendo el campanario y modificó el proyecto de la entrada, añadiendo dos puertas al lado de la entrada principal. La Curia fue inaugurada en el 1696. Además de los tribunales pontificios, el palacio también fue sede del Gobernador de Roma y de la dirección de policía, asumiendo así un papel protagonista en la vida judicial y administrativa del gobierno pontificio.

### Tras la unificación italiana

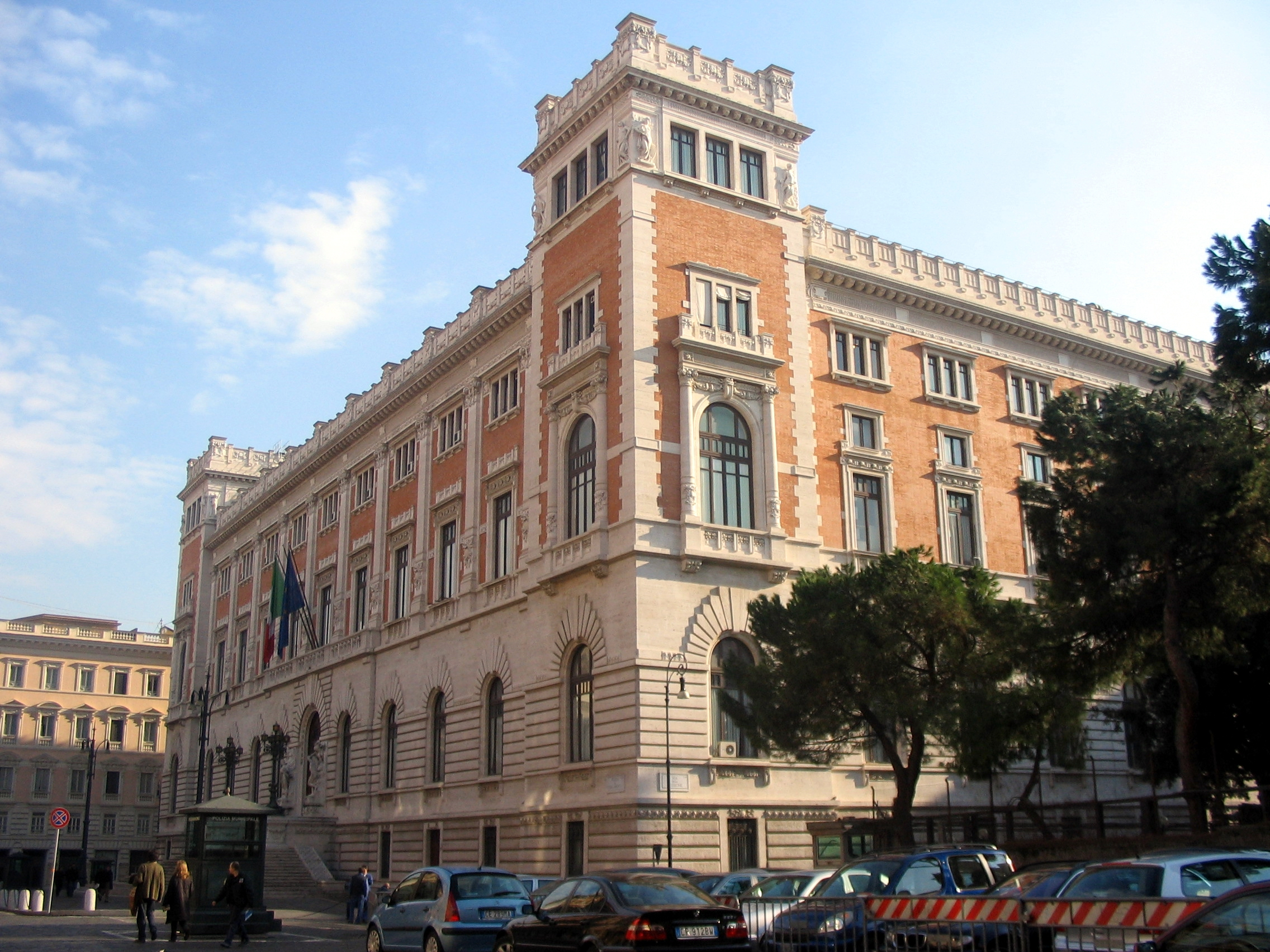
La fachada hacia la Piazza del Parlamento, edificada por Ernesto Basile a principios del.

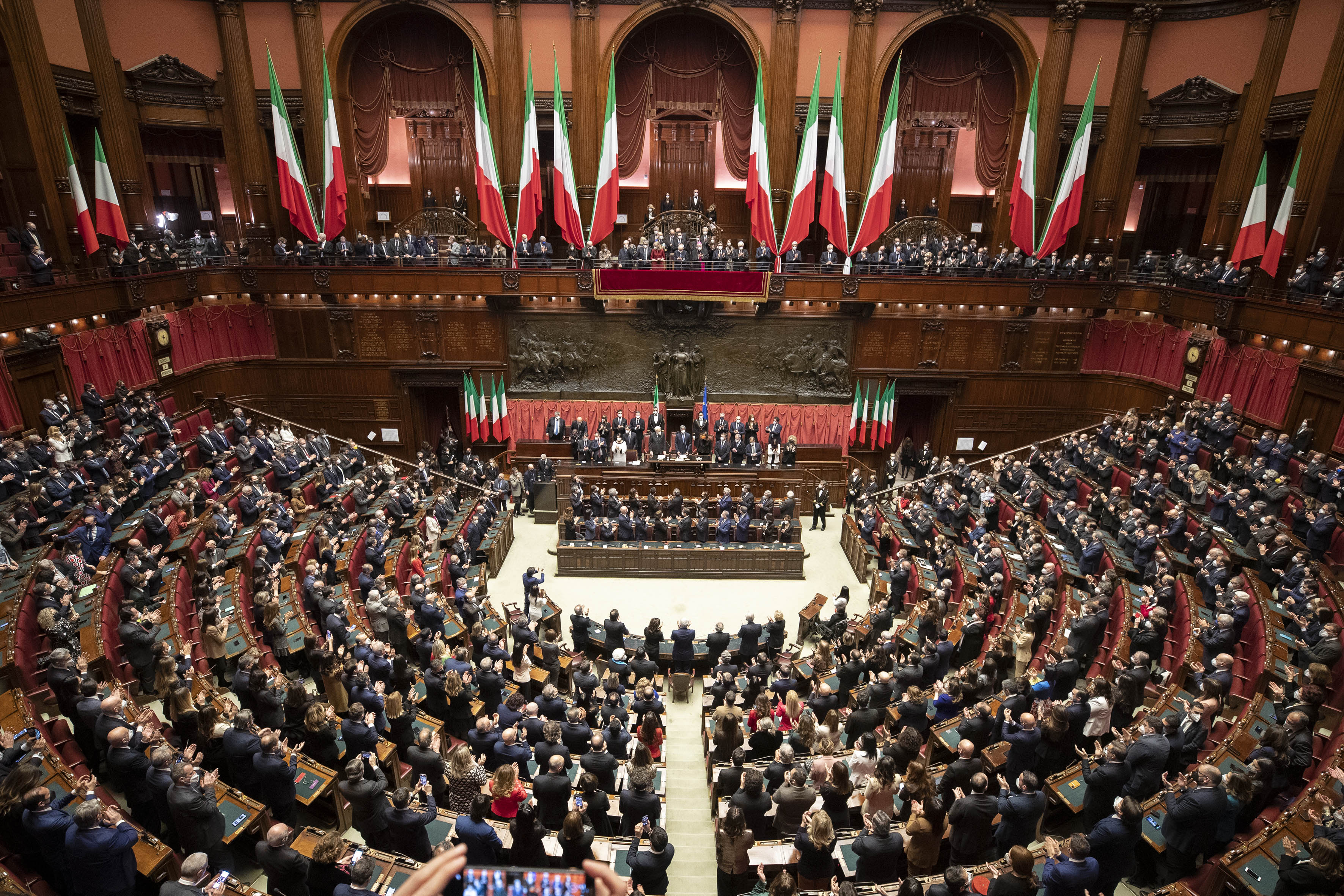
El hemiciclo proyectado por Ernesto Basile.

Tras la unificación italiana, el Palazzo Montecitorio fue expropiado por el Reino de Italia y destinado a albergar la Cámara de Diputados (fueron descartados el Palazzo Venezia y el Campidoglio). Las modificaciones necesarias para el nuevo uso del palacio fueron realizadas rápidamente, y la tarea de edificar el hemiciclo de la asamblea se confió a un poco conocido ingeniero de obras públicas, Paolo Comotto, que construyó en el patio una sala semicircular escalonada sobre un armazón de hierro completamente recubierto de madera, inaugurada el 27 de noviembre de 1871. El nuevo hemiciclo se demostró sin embargo inadecuado, con una pésima acústica, muy frío en invierno y demasiado caluroso en verano. Además, a causa de las abundantes infiltraciones de agua, fue declarado peligroso y cerrado en 1900. Mientras tanto, fracasado el intento de construir un nuevo edificio del Parlamento en la Via Nazionale, se construyó un nuevo hemiciclo provisional en la Via della Missione, y no fue hasta 1918 cuando se inauguró la sede definitiva en el Palazzo Montecitorio.
Las obras de ampliación del palacio fueron encargadas al arquitecto palermitano Ernesto Basile, exponente de primer plano del modernismo italiano, que realizó importantes intervenciones construyendo un nuevo edificio a espaldas del original. Basile mantuvo solo la parte frontal del palacio de Bernini, reduciendo el patio y demoliendo las alas y la parte posterior. Elevó sobre la Piazza del Parlamento el nuevo cuerpo caracterizado por cuatro torres angulares revestidas en ladrillos rojos y travertino. En el interior de este bloque Basile colocó el hemiciclo, iluminado por un extraordinario lucernario de estilo modernista con forma de ventilador, el famoso velario de Giovanni Beltrami.
Bajo el velario de Beltrami se colocó un friso pictórico, que rodea el hemiciclo por arriba: su autor era Aristide Sartorio y estaba dedicado a la historia del pueblo italiano. Con Basile colaboraron también otros ingenieros, entre los cuales Gioacchino Luigi Mellucci, Giuseppe Mannajuolo, Leonardo Bistolfi y Domenico Trentacoste, autores de los grupos de mármol y de la fachada posterior. El panel de bronce del hemiciclo, colocado a espaldas del escaño del Presidente se titula La glorificación de la dinastía de Saboya, es obra del turinés Davide Calandra y fue fundido en Pistoia.
También se debe a Basile el gran salón llamado Transatlantico, largo e imponente, colocado sobre el diámetro del hemiciclo y centro informal de la vida política italiana, caracterizado por su pavimento de mármol siciliano, que debe su curiosa denominación al mobiliario típico de las grandes naves de principios del siglo XX.

## Descripción
En la primera planta se encuentran:

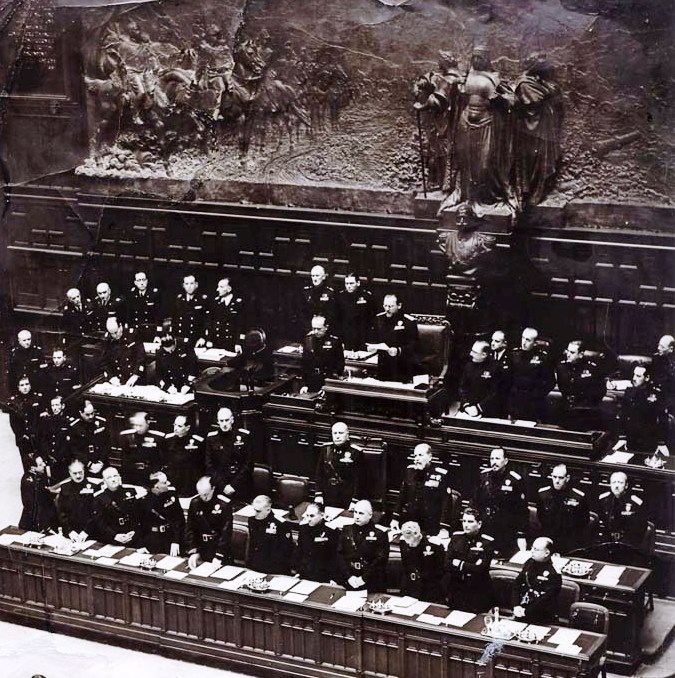
La cámara de los diputados durante el fascismo, arriba en el centro el presidente de la Cámara Alfredo Rocco durante un discurso, abajo en el centro el presidente del Consejo Benito Mussolini.

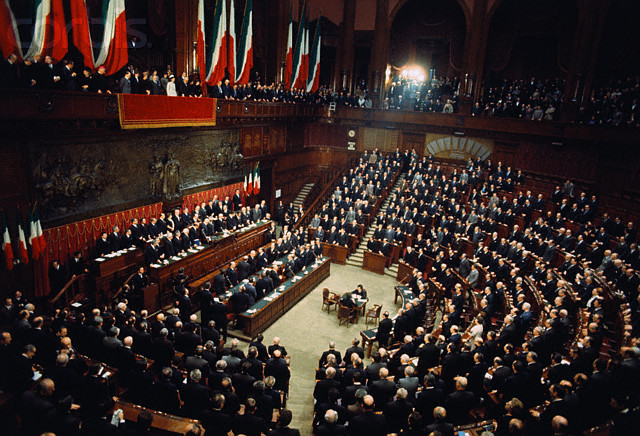
El hemiciclo con ocasión del juramento del presidente Giovanni Leone (29 de diciembre de 1971).

- la entrada del hemiciclo, que ocupa todas las tres plantas;
- el Transatlantico, un lujoso pasillo llamado así por su mobiliario, que recuerda al de las neves transoceánicas;
- varias salas de prensa;
- la sala de ministros, utilizada para las reuniones entre los ministros y los subsecretarios de estado en las ocasiones en las que se encuentran en la Cámara de los Diputados;
- el Casellario, donde se clasifica el correo de los diputados;
- la sala verde, utilizada para la lectura de la prensa y llamada así por el particular color de sus muebles;
- el patio de honor;
- el archivo legislativo;
- la sede de la junta electoral

Las salas de representación más importantes se encuentran en la segunda planta, junto con las oficinas del presidente, del secretario general y de los componentes de la oficina de presidencia. A través de una escalera monumental se accede al llamado «pasillo de los bustos» (corridoio dei busti), a lo largo del cual están expuestos una treintena de bustos de bronce y mármol de ilustres diputados y presidentes de la cámara. Otra sala es la llamada «sala de la loba» (sala della lupa), la estancia más amplia del ala berniniana, que debe su nombre a la presencia de una escultura de bronce de la loba capitolina. Aquí se proclamó el resultado del referéndum institucional del 2 de junio de 1946 y se realizan todavía en la actualidad reuniones importantes.
A la izquierda de la sala de la loba se encuentra la biblioteca del presidente, donde se celebran las reuniones de la oficina de presidencia y de los otros órganos de la Cámara. En el lado derecho se encuentra por su parte la sala Aldo Moro, dominada por una representación de las bodas de Caná de Paolo y Benedetto Caliari. Esta histórica sala se dedicó a Aldo Moro el 13 de mayo de 2008, con la presencia del presidente de la cámara Gianfranco Fini, en el trigésimo aniversario de la desaparición del político. La sala, que antes era apodada «sala amarilla» (sala gialla) por el color de la tapicería, está decorada con muebles de estilo rococó provenientes del Palacio Real de Caserta.

### Patrimonio artístico

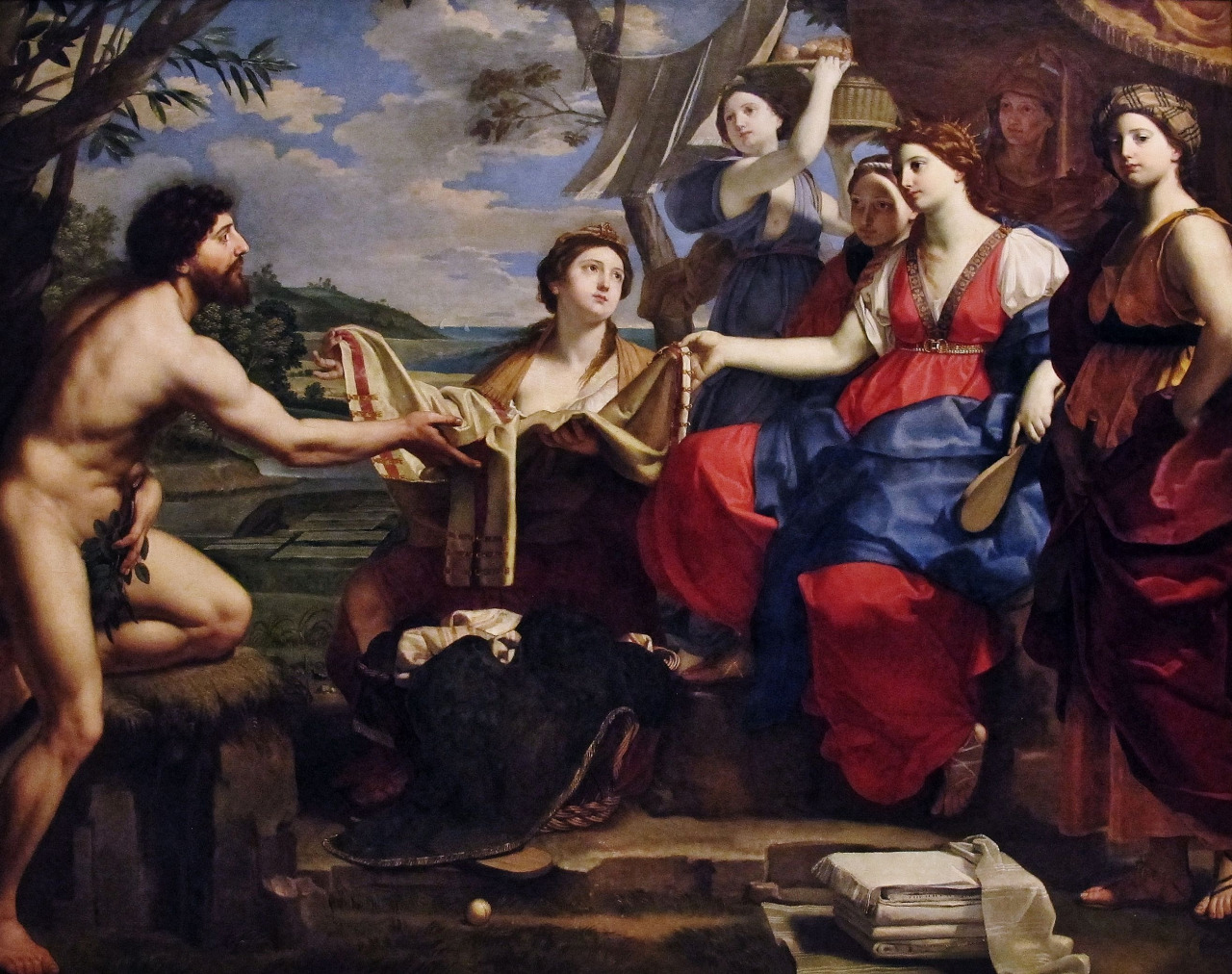
Ulises y Nausícaa, Michele Desubleo.

En el Palazzo Montecitorio se encuentran más de mil cuadros y esculturas datados entre los siglos XVI y XX, varios miles de grabados de varias épocas, un conjunto de hallazgos arqueológicos y una discreta cantidad de bienes artísticos como relojes, muebles de época, tapices y bustos.
Una buena parte de estas obras es propiedad de las varias Superintendencias y se encuentra en depósito temporal en la Cámara de los Diputados. El resto del patrimonio artístico, representado sobre todo por obras de arte moderno y contemporáneo, ha sido comprado directamente en propiedad por la Cámara a partir de los años treinta. Además, una pequeña parte del patrimonio artístico está constituida por donaciones hechas tanto por artistas como por herederos.
Durante la XIII legislatura de la República Italiana, se decidió proceder a la restitución a las varias Superintendencias de un buen número de obras colocadas temporalmente en la Cámara de los diputados para favorecer la reconstitución del patrimonio artístico de estas instituciones. No obstante, el palacio alberga todavía varias obras de arte de gran valor, reunidas en buena parte para embellecer el edificio tras las obras de ampliación de 1918; entre ellas se encuentra la obra Huellas de leyes de Maria Lai, situada en la nueva sala de los grupos parlamentarios. Entre las obras más famosas devueltas se encuentran:
- El camino del Calvario, Mattia Preti
- Ulises y Nausícaa, Michele Desubleo
- Las cuatro estaciones, Guido Reni
- Flores y animales cazados, Giuseppe Recco
- Venus durmiente, Luca Giordano